# Annar Ryen
Annar Ryen (19 października 1909 r.  – zm. 9 marca 1985) – norweski biegacz narciarski, złoty medalista mistrzostw świata.

## Kariera
W 1937 roku wystartował na mistrzostwach świata w Chamonix. Osiągnął tam największy sukces w swojej karierze wspólnie z Oskarem Fredriksenem, Sigurdem Røenem i Larsem Bergendahlem zdobywając złoty medal w sztafecie 4x10 km.
W 1940 r. został nagrodzony medalem Holmenkollen wraz z innym norweskim biegaczem narciarskim Oscarem Gjøslienem.

## Osiągnięcia

### Mistrzostwa świata
| Miejsce | Dzień     | Rok  | Miejscowość | Konkurencja      | Czas biegu | Strata | Zwycięzca |
| ------- | --------- | ---- | ----------- | ---------------- | ---------- | ------ | --------- |
| 1.      | 18 lutego | 1937 | Chamonix    | Sztafeta 4x10 km | 3:06.07 h  | -      | -         |